# Olympische Sommerspiele 2024/Leichtathletik – 1500 m (Männer)
Der 1500-Meter-Lauf der Männer bei den Olympischen Spielen 2024 in Paris fand vom 2. August 2024 bis zum 6. August 2024 im Stade de France statt.

## Aktuelle Titelträger
| Olympiasieger                        | Jakob Ingebrigtsen ( Norwegen)  | 3:28,32 min | Tokio 2020     |
| Weltmeister                          | Josh Kerr ( Großbritannien)     | 3:29,38 min | Budapest 2023  |
| Europameister                        | Jakob Ingebrigtsen ( Norwegen)  | 3:31,95 min | Rom 2024       |
| Nord-/Zentralamerika-/Karibikmeister | Eric Holt ( Vereinigte Staaten) | 3:37,62 min | Freeport 2022  |
| Südamerikameister                    | Diego Lacamoire ( Argentinien)  | 3:47,99 min | São Paulo 2023 |
| Asienmeister                         | Ajay Kumar Saroj ( Indien)      | 3:41,51 min | Bangkok 2023   |
| Afrikameister                        | Brian Komen ( Kenia)            | 3:33,95 min | Douala 2024    |
| Ozeanienmeister                      | Russell Green ( Neuseeland)     | 3:58,02 min | Suva 2024      |

## Rekorde

### Bestehende Rekorde
| Weltrekord         | Hicham El Guerrouj ( Marokko)  | 3:26,00 min | Rom, Italien        | 14. Juli 1998  |
| Olympischer Rekord | Jakob Ingebrigtsen ( Norwegen) | 3:28,32 min | Finale Tokio, Japan | 7. August 2021 |

### Rekordverbesserungen
Es wurden während des Wettkampfes ein neuer Olympiarekord sowie drei neue Nationalrekorde aufgestellt, alle davon im Finale am 6. August 2024.
- Olympiarekord:
  - 3:27,65 min – Cole Hocker (Vereinigte Staaten)
- Nationalrekorde:
  - 3:27,79 min – Josh Kerr (Großbritannien)
  - 3:29,54 min – Niels Laros (Niederlande)
  - 3:30,74 min – Pietro Arese (Italien)

## Vorläufe
2. August 2024, 11:10 Uhr
Für das Halbfinale qualifizierten sich die ersten sechs Athleten aller drei Vorläufe. Alle restlichen Athleten mit gültigen Leistungen (nicht DSQ, DNF oder DNS) qualifizierten sich für die Hoffnungsrunde.

### Vorlauf 1
| Rang | Athlet             | Nation             | Zeit (min) | Anmerkung |
| ---- | ------------------ | ------------------ | ---------- | --------- |
| 1    | Josh Kerr          | Großbritannien     | 3:35,83    | Q         |
| 2    | Brian Komen        | Kenia              | 3:36,31    | Q         |
| 3    | Narve Gilje Nordås | Norwegen           | 3:36,41    | Q         |
| 4    | Anass Essayi       | Marokko            | 3:36,44    | Q         |
| 5    | Yared Nuguse       | Vereinigte Staaten | 3:36,56    | Q         |
| 6    | Robert Farken      | Deutschland        | 3:36,62    | Q         |
| 7    | Jochem Vermeulen   | Belgien            | 3:36,66    | Re        |
| 8    | Samuel Pihlström   | Schweden           | 3:36,80    | Re        |
| 9    | Cathal Doyle       | Irland             | 3:37,82    | Re        |
| 10   | Mario García       | Spanien            | 3:37,90    | Re        |
| 11   | Filip Rak          | Polen              | 3:38,12    | Re        |
| 12   | Ryan Mphahlele     | Südafrika          | 3:38,48    | Re        |
| 13   | Oliver Hoare       | Australien         | 3:39,11    | Re        |
| 14   | Abdisa Fayisa      | Äthiopien          | 3:39,67    | Re        |
| 15   | Ossama Meslek      | Italien            | 3:39,96    | Re        |

### Vorlauf 2
| Rang | Athlet                      | Nation             | Zeit (min) | Anmerkung |
| ---- | --------------------------- | ------------------ | ---------- | --------- |
| 1    | Ermias Girma                | Äthiopien          | 3:35,21    | Q         |
| 2    | Cole Hocker                 | Vereinigte Staaten | 3:35,27    | Q         |
| 3    | Pietro Arese                | Italien            | 3:35,30    | Q         |
| 4    | Niels Laros                 | Niederlande        | 3:35,38    | Q         |
| 5    | Timothy Cheruiyot           | Kenia              | 3:35,39    | Q         |
| 6    | Isaac Nader                 | Portugal           | 3:35,44    | Q         |
| 7    | Marius Probst               | Deutschland        | 3:35,65    | Re        |
| 8    | Luke McCann                 | Irland             | 3:35,73    | Re        |
| 9    | Adel Mechaal                | Spanien            | 3:35,81    | Re        |
| 10   | George Mills                | Großbritannien     | 3:35,99    | Re        |
| 11   | Stewart McSweyn             | Australien         | 3:36,55    | Re        |
| 12   | Ruben Verheyden             | Belgien            | 3:36,62    | Re        |
| 13   | Tshepo Tshite               | Südafrika          | 3:36,87    | Re        |
| 14   | Charles Philibert-Thiboutot | Kanada             | 3:36,92    | Re        |
| 15   | Maël Gouyette               | Frankreich         | 3:37,87    | Re        |

### Vorlauf 3
| Rang | Athlet                     | Nation             | Zeit (min) | Anmerkung |
| ---- | -------------------------- | ------------------ | ---------- | --------- |
| 1    | Stefan Nillessen           | Niederlande        | 3:36,77    | Q         |
| 2    | Hobbs Kessler              | Vereinigte Staaten | 3:36,87    | Q         |
| 3    | Jakob Ingebrigtsen         | Norwegen           | 3:37,04    | Q         |
| 4    | Reynold Kipkorir Cheruiyot | Kenia              | 3:37,12    | Q         |
| 5    | Neil Gourley               | Großbritannien     | 3:37,18    | Q         |
| 6    | Samuel Tefera              | Äthiopien          | 3:37,34    | Q         |
| 7    | Ignacio Fontes             | Spanien            | 3:37,50    | Re        |
| 8    | Adam Spencer               | Australien         | 3:37,68    | Re        |
| 9    | Azeddine Habz              | Frankreich         | 3:37,95    | Re        |
| 10   | Kieran Lumb                | Kanada             | 3:38,11    | Re        |
| 11   | Raphael Pallitsch          | Österreich         | 3:38,20    | Re        |
| 12   | Maciej Wyderka             | Polen              | 3:38,79    | Re        |
| 13   | Samuel Tanner              | Neuseeland         | 3:39,87    | Re        |
| 14   | Federico Riva              | Italien            | 3:41,78    | Re        |
| 15   | Andrew Coscoran            | Irland             | 3:42,07    | Re        |

## Hoffnungsrunde
3. August 2024, 19:15 Uhr
Für das Halbfinale qualifizierten sich die ersten drei Athleten der beiden Hoffnungsläufe.

### Hoffnungslauf 1
| Rang | Athlet            | Nation      | Zeit (min) | Anmerkung |
| ---- | ----------------- | ----------- | ---------- | --------- |
| 1    | Cathal Doyle      | Irland      | 3:34,92    | Q         |
| 2    | Azeddine Habz     | Frankreich  | 3:35,10    | Q         |
| 3    | Ossama Meslek     | Italien     | 3:35,32    | Q         |
| 4    | Tshepo Tshite     | Südafrika   | 3:35,35    |           |
| 5    | Kieran Lumb       | Kanada      | 3:35,76    |           |
| 6    | Jochem Vermeulen  | Belgien     | 3:36,14    |           |
| 7    | Luke McCann       | Irland      | 3:36,50    |           |
| 8    | Marius Probst     | Deutschland | 3:36,54    |           |
| 9    | Maciej Wyderka    | Polen       | 3:36,79    |           |
| 10   | Abdisa Fayisa     | Äthiopien   | 3:36,82    |           |
| 11   | Mario García      | Spanien     | 3:37,01    |           |
| 12   | Stewart McSweyn   | Australien  | 3:37,49    |           |
| 13   | Raphael Pallitsch | Österreich  | 3:39,32    |           |

### Hoffnungslauf 2
| Rang | Athlet                      | Nation         | Zeit (min) | Anmerkung |
| ---- | --------------------------- | -------------- | ---------- | --------- |
| 1    | Federico Riva               | Italien        | 3:32,84    | Q, PB     |
| 2    | Charles Philibert-Thiboutot | Kanada         | 3:33,53    | Q, SB     |
| 3    | George Mills                | Großbritannien | 3:33,56    | Q         |
| 4    | Samuel Pihlström            | Schweden       | 3:33,58    | PB        |
| 5    | Oliver Hoare                | Australien     | 3:34,00    |           |
| 6    | Adam Spencer                | Australien     | 3:34,45    | SB        |
| 7    | Filip Rak                   | Polen          | 3:34,53    |           |
| 8    | Ignacio Fontes              | Spanien        | 3:35,04    |           |
| 9    | Maël Gouyette               | Frankreich     | 3:35,42    |           |
| 10   | Ruben Verheyden             | Belgien        | 3:36,06    |           |
| 11   | Ryan Mphahlele              | Südafrika      | 3:36,64    |           |
| 12   | Andrew Coscoran             | Irland         | 3:39,45    |           |
| 13   | Samuel Tanner               | Neuseeland     | 3:40,71    |           |
| 14   | Adel Mechaal                | Spanien        | 3:42,79    |           |

## Halbfinale
4. August 2024, 21:10 Uhr
Für das Finale qualifizierten sich die ersten sechs Athleten der beiden Läufe.

### Lauf 1
| Rang | Athlet                     | Nation             | Zeit (min) | Anmerkung |
| ---- | -------------------------- | ------------------ | ---------- | --------- |
| 1    | Jakob Ingebrigtsen         | Norwegen           | 3:32,38    | Q         |
| 2    | Josh Kerr                  | Großbritannien     | 3:32,46    | Q         |
| 3    | Cole Hocker                | Vereinigte Staaten | 3:32,54    | Q         |
| 4    | Brian Komen                | Kenia              | 3:32,57    | Q         |
| 5    | Stefan Nillessen           | Niederlande        | 3:32,73    | Q, PB     |
| 6    | Pietro Arese               | Italien            | 3:33,03    | Q         |
| 7    | Robert Farken              | Deutschland        | 3:33,35    |           |
| 8    | Isaac Nader                | Portugal           | 3:34,75    |           |
| 9    | Federico Riva              | Italien            | 3:35,26    |           |
| 10   | Reynold Kipkorir Cheruiyot | Kenia              | 3:35,32    |           |
| 11   | George Mills               | Großbritannien     | 3:37,12    |           |
| 12   | Ermias Girma               | Äthiopien          | 3:40,27    |           |

### Lauf 2
| Rang | Athlet                      | Nation             | Zeit (min) | Anmerkung |
| ---- | --------------------------- | ------------------ | ---------- | --------- |
| 1    | Yared Nuguse                | Vereinigte Staaten | 3:31,72    | Q         |
| 2    | Hobbs Kessler               | Vereinigte Staaten | 3:31,97    | Q         |
| 3    | Neil Gourley                | Großbritannien     | 3:32,11    | Q         |
| 4    | Niels Laros                 | Niederlande        | 3:32,22    | Q, SB     |
| 5    | Timothy Cheruiyot           | Kenia              | 3:32,30    | Q         |
| 6    | Narve Gilje Nordås          | Norwegen           | 3:32,34    | Q         |
| 7    | Anass Essayi                | Marokko            | 3:32,49    | PB        |
| 8    | Ossama Meslek               | Italien            | 3:32,77    | PB        |
| 9    | Samuel Tefera               | Äthiopien          | 3:33,02    |           |
| 10   | Cathal Doyle                | Irland             | 3:33,15    | PB        |
| 11   | Charles Philibert-Thiboutot | Kanada             | 3:33,29    | SB        |
| 12   | Azeddine Habz               | Frankreich         | 3:34,35    |           |

## Finale
6. August 2024, 20:50 Uhr
| Rang | Athlet             | Nation             | Zeit (min) | Anmerkung |
| ---- | ------------------ | ------------------ | ---------- | --------- |
| 1    | Cole Hocker        | Vereinigte Staaten | 3:27,65    | OR        |
| 2    | Josh Kerr          | Großbritannien     | 3:27,79    | NR        |
| 3    | Yared Nuguse       | Vereinigte Staaten | 3:27,80    | PB        |
| 4    | Jakob Ingebrigtsen | Norwegen           | 3:28,24    |           |
| 5    | Hobbs Kessler      | Vereinigte Staaten | 3:29,45    | PB        |
| 6    | Niels Laros        | Niederlande        | 3:29,54    | NR        |
| 7    | Narve Gilje Nordås | Norwegen           | 3:30,46    | SB        |
| 8    | Pietro Arese       | Italien            | 3:30,74    | NR        |
| 9    | Stefan Nillessen   | Niederlande        | 3:30,75    | PB        |
| 10   | Neil Gourley       | Großbritannien     | 3:30,88    |           |
| 11   | Timothy Cheruiyot  | Kenia              | 3:31,35    |           |
| 12   | Brian Komen        | Kenia              | 3:35,59    |           |